# 國立臺南高級海事水產職業學校
國立臺南高級海事水產職業學校（National Tainan Senior Marine Fishery Vocational School），簡稱臺南海事、南水、TNVS，是一所位於中華民國臺灣臺南市安平區的技術型高級中等學校。

## 歷史
創校於1946年8月，原屬基隆水產職業學校之高雄分校，校長由基水周校長監殷兼任，並撥日產「高雄造船株式會社造船廠」為實習造船工廠。招收高級部漁撈、製造、養殖三科新生各一班，同年11月，假高雄市旗津國民學校一部分教室開學上課。
1948年10月，學校奉命獨立，校長由周監殷先生專任。1949年6月，臺灣省政府改派戴行悌先生為校長。1950年1月，接管高雄市營漁具製造廠，並承贈讓漁船，作為學生實習之用。1951年春，臺灣省撥專款擴建校舍，先後落成辦公室、教室、運動場、製冰、製罐實習工廠。同年秋增添漁撈科一班。1953年6月，基水校長士福金先生調掌本校。1955年春，為配合政府疏散政策，全校疏遷五塊厝漁具工廠上課。1958年7月，臺灣省政府改派李兆煇先生接掌本校，惜視事未匝月，即因公積勞病逝，由楊憲棠先生接事，並於08月間遷返旗津原址上課，先後增建教室6間、製冰實習工廠、製罐及乾燥實習工廠、輪機實習工廠、化學實驗室及倉庫、廁所等房屋多間外，並將前海軍造船廠借用本校之校舍11間全部收回。1959年2月間，撥專款新臺幣100萬元，建造130噸級遠洋鮪釣實習船1艘，專供學實習之需。
初級部學生於1959年暑假以前全部畢業奉令不再續招新生，並於同年12月將校銜改稱為：「臺灣省立高雄高級水產職業學校」，由此改制為職業學校。1960年8月成立臺南分部，1961年1月增建辦公廳3間。同年2月，楊校長辭職，省府派教育廳視察李星輝先生接掌本校，校務頗有改進。08月成立東港分部，校本部增建教室2間、漁具工廠一幢及倉庫、廁所各一間，造船實習工廠擴建馬達間一間，四線道一條，整修校門、校園。同年9月臺南分部新校舍全部竣工，計辦公廳1間、教室6間、宿舍10幢。1962年9月東港分部新校舍竣工，計辦公廳1間、教室6間、宿舍10幢，校本部增建教室2間，臺南分部增建教室3間，09月校本部增建製造加工廠1間、生物標本試驗室1間，10月臺南分部增建單身宿舍8間，1963年7月東港分部增建教室3間，實習工廠1棟，09月校本部增建美援實習工廠1棟，氣象實習樓房1座及20噸水塔1座。

## 沿革
- 1960年9月27日，創校「臺灣省立高雄水產職業學校台南分部」，設有漁撈科、養殖科。
- 1962年，增設輪機科。
- 1967年8月1日，奉准獨立設校，校名改為「台灣省立台南高級水產職業學校」。
- 1969年，增設電訊科。
- 1976年，改電訊科為電子通信科。
- 1985年起，漁撈科，航海科停止招生，並增設水產製造科及水產經營科。
- 1999年，改水產經營科為航運管理科，水產製造科為水產食品科。
- 2000年2月1日，因應精省，改制為「國立臺南高級海事水產職業學校」。
- 2001年8月，改電子通信科為電子科。
- 2002年8月，輪機科停招，原輪機科改為機電科。航運管理科改為商業經營科。
- 2002年，增設普通科體育班。
- 2005年，增設水產養殖技術科實用技能學程班。
- 2007年，增設烘培食品科食用技能學程班。
- 2010年，增設船舶機電科實用技能學程班。
- 2016年，增設輪機科。
- 2017年，船舶機電科實用技能學程班停招。
- 2019年起，電子科增設「AI機器人特色菁英班」，採單獨招生。[2]
- 2021年，商業經營科調整1班為電子商務科。

## 歷任校長
| 任次  | 校長   | 備注 |
| ----- | ------ | ---- |
| 第1任 | 饒用泌 |      |
| 第2任 | 邱瑞厚 |      |
| 第3任 | 施啟文 |      |
| 第4任 | 杜泗輝 |      |
| 第5任 | 陳海雄 |      |
| 第6任 | 梁榮財 |      |
| 第7任 | 蘇清安 |      |
| 第8任 | 黃耀寬 |      |
| 第9任 | 余慶暉 | 現任 |

## 外部連結
- 國立臺南高級海事水產職業學校
- 台南海事實習處專頁 - 首頁 | Facebook粉絲專頁 （页面存档备份，存于）